# Radijsko-optični observatorij Orgov
Radijsko-optični observatorij Orgov (armensko Օրգովի ռադիոօպտիկական աստղադիտակ, tudi zrcalni radijski daljnogled Herouni), kodno ime ROT54, je radijski daljnogled, ki stoji pri vasi Orgov na južnem pobočju gore Aragac na vzhodu Armenije, na nadmorski višini 1711 m. Je ena največjih tovrstnih zgradb na svetu: 54 m široka kotanja glavnega daljnogleda z 32 m uporabnega premera teoretično omogoča zajem radijskega valovanja milimetrskih valovnih dolžin, vendar je daljnogled že dlje časa neaktiven.

## Značilnosti
Polkrožno zbirno zrcalo daljnogleda v tleh ima 54 m premera. Nad njim se pne ogrodje, na katerega je pritrjeno premično sekundarno zrcalo s premerom 5 m in protiutežjo. Lok premikanja tega daje uporaben premer 32 m. Zasnovan je bil za zajem valovnih dolžin do enega milimetra (300 GHz), z nizkim lastnim šumom. Poleg tega je zaradi lege dobro zaščiten pred radijskimi valovi iz okolice. V praksi natančnost površine 70/100 μm daje operativni razpon valovnih dolžin 30–3 mm, kar bi bilo možno izboljšati.
V sklopu observatorija je bil postavljen še optični daljnogled s premerom zrcala 2,6 m in goriščno razdaljo 10 m.

## Zgodovina
Observatorij je bil zgrajen v obdobju Sovjetske zveze po zaslugi fizika Parisa Herounija. Ta je zasnoval projekt že v zgodnjih 1960. letih, nakar je skoraj dve desetletji prepričeval sovjetske oblasti, ki so namesto tega predlagale lokacijo na Krimu, da so odobrile gradnjo v odročnem Armenskem višavju. Gradnja se je naposled začela leta 1980 v naravni kotanji, ki jo je bil Herouni našel že prej. V ta namen so morali na redko naseljenem in zaostalem območju zgraditi vso infrastrukturo, vključno s cestami in električnim omrežjem.
Gradbena dela so bila končana leta 1985, po dveh letih testiranj in kalibriranj pa je bil kompleks predan v uporabo. Že nekaj minut po vklopu je radijski teleskop zaznal izbruh radijskih valov iz zvezdnega sistema η Geminorum v ozvezdju Dvojčkov.
Nekaj let kasneje pa je v negotovih časih ob razpadu Sovjetske zveze in nemirih na Kavkazu delovanje zastalo. Mednarodna astronomska skupnost se je sredi 1990. let zavzela za modernizacijo in observatorij je bil spet aktiviran ter deloval tudi v času armenske energetske krize v tem obdobju, nato pa je bil v 2000. letih spet zapuščen. Trenutno se za ponoven zagon zavzema Herounijeva nečakinja Arevik Sargsjan, ki pa zaradi sporov z armensko agencijo za meroslovje, pod okrilje katere objekt spada, nima dostopa. Nekaj zanimanja je le za pridobivanje financ s turističnimi ogledi kompleksa.